# Maesa macilentoides
Maesa macilentoides är en viveväxtart som beskrevs av Chieh Chen. Maesa macilentoides ingår i släktet Maesa och familjen viveväxter. Inga underarter finns listade i Catalogue of Life.